# Movimento central

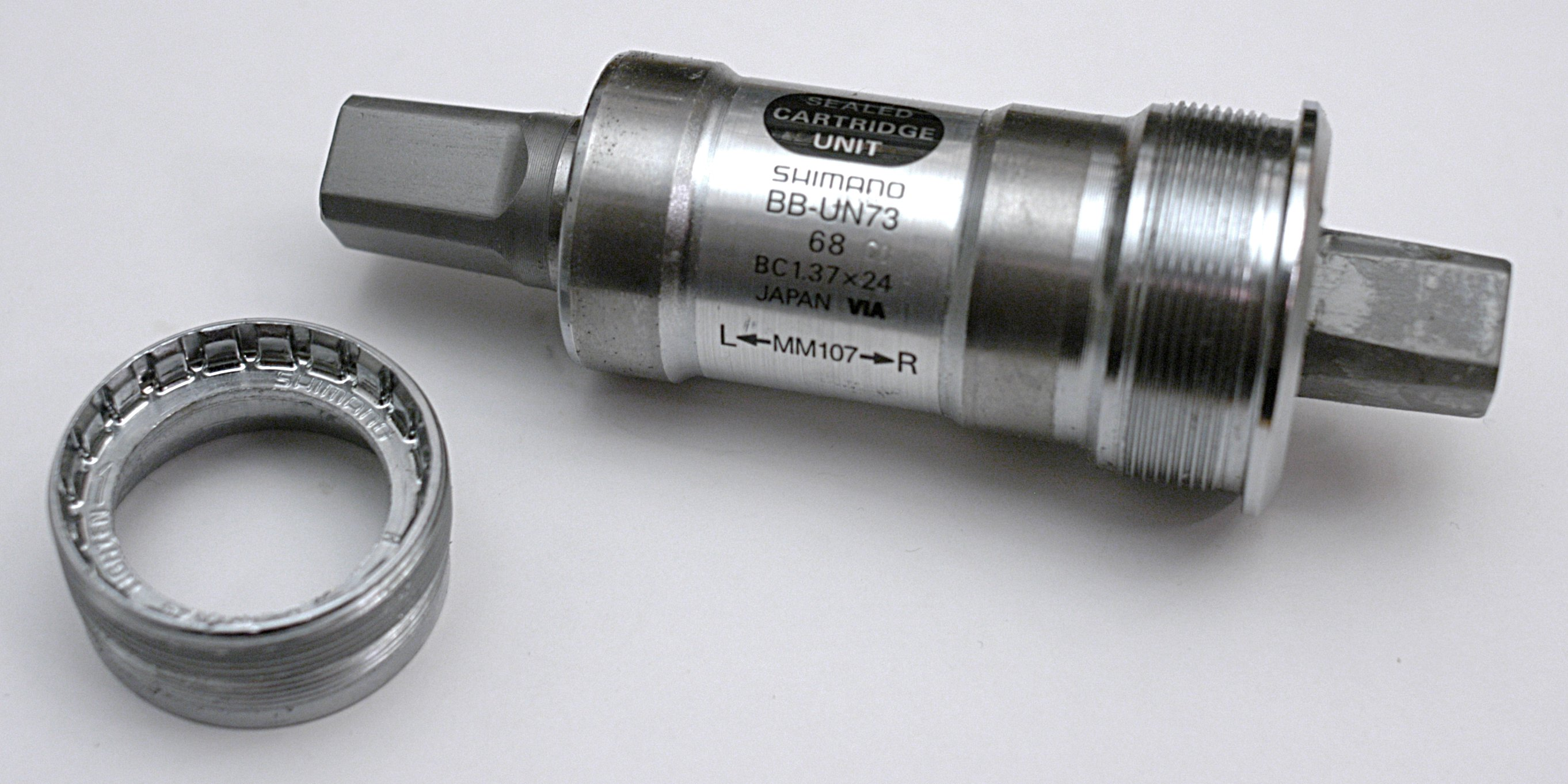
Movimento central de cartucho ponta quadrada

O movimento central une a pedaleira ao quadro da bicicleta, possibilitando o giro da pedalada. O modelo mais comum, dito "de cartucho", contém um eixo (fuso) que é atracado à pedaleira e gira dentro de um rolamento em forma de cartucho. Dois copos rosqueados fixam o cartucho no quadro, mais precisamente dentro do tubo do movimento central, que interliga tubo inferior, tudo do canote e suportes da corrente.
Existe uma controvérsia a respeito do emprego da palavra "eixo" ou da palavra "fuso". A primeira seria usada no caso da peça ser estacionária, como acontece dentro de um cubo de roda; a segunda seria usada no caso da peça rotacionar, como acontece dentro do movimento central. 